# Mistrzostwa Świata w Kolarstwie Torowym 2011
108. Mistrzostwa Świata w Kolarstwie Torowym 2011 – zawody sportowe, które odbyły się w holenderskim Apeldoorn w hali Omnisport w dniach 23–27 marca 2011. W zawodach wzięli udział reprezentanci 41 krajów, w tym Polski. W programie mistrzostw znalazło się dziewięć konkurencji dla kobiet: sprint indywidualny, sprint drużynowy, wyścig na dochodzenie wyścig punktowy, wyścig na 500 m, scratch keirin, wyścig drużynowy na dochodzenie i omnium oraz dziesięć konkurencji dla mężczyzn: sprint indywidualny, sprint drużynowy, wyścig indywidualny na dochodzenie, wyścig drużynowy na dochodzenie, wyścig punktowy, wyścig ze startu zatrzymanego, wyścig na 1 km, wyścig drużynowy na dochodzenie, madison, keirin, scratch i omnium.

## Medaliści

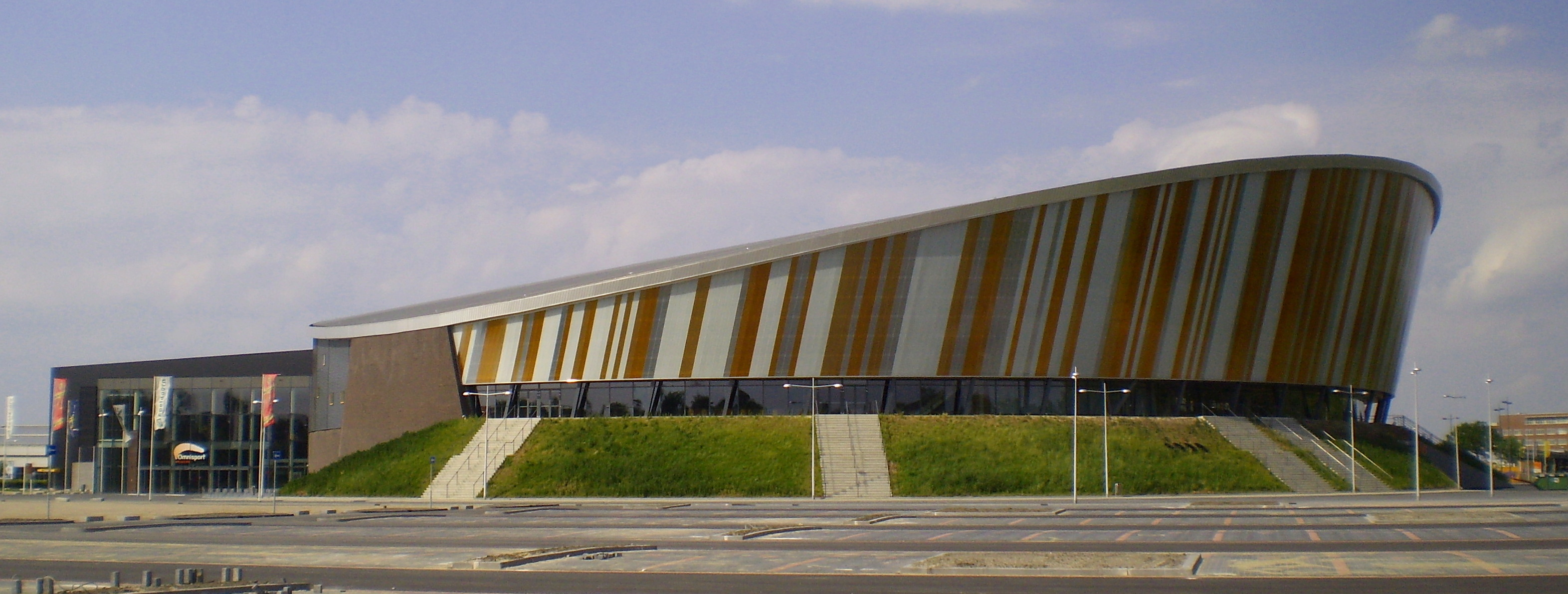
Hala Omnisport Apeldoorn

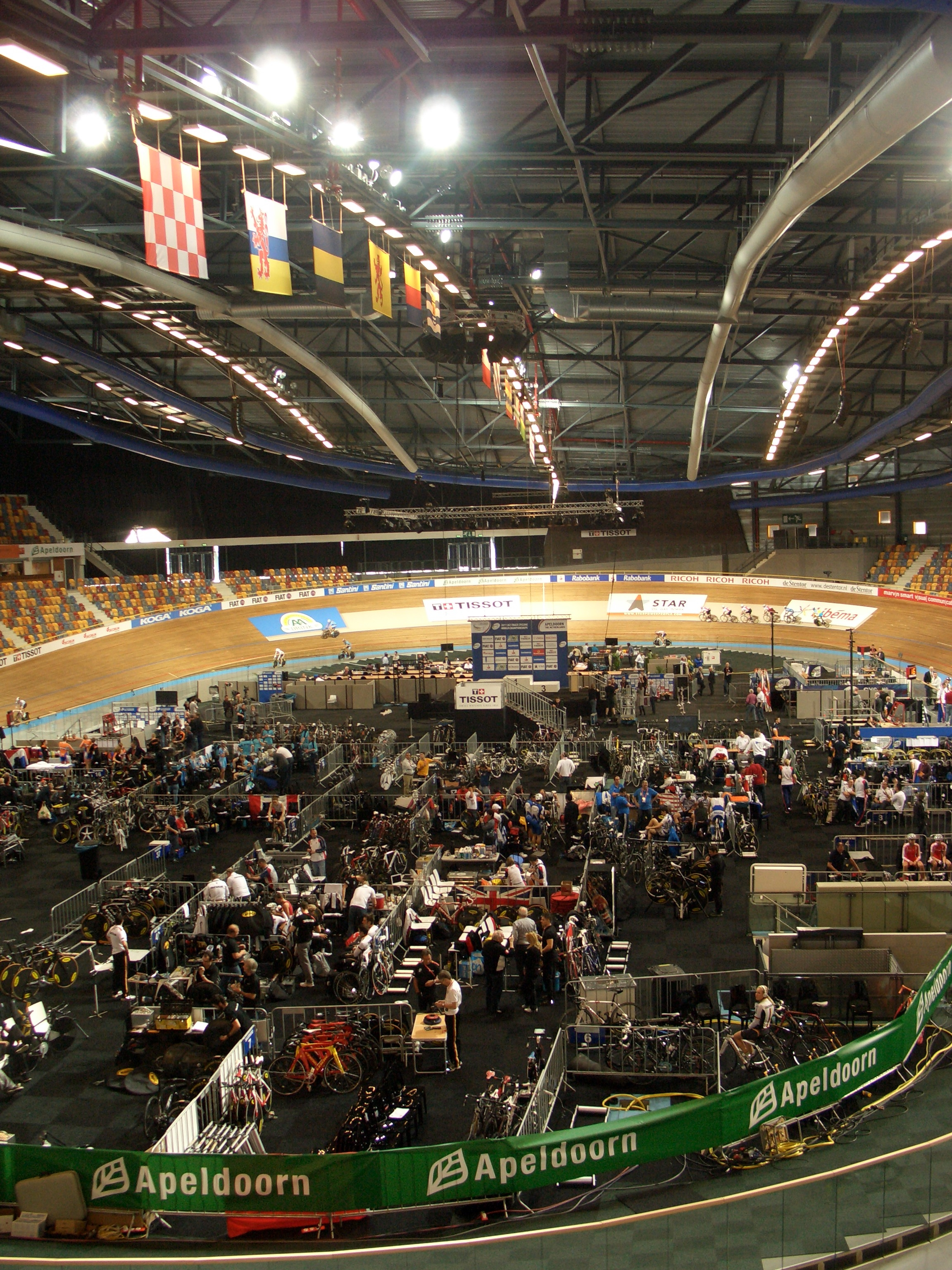
Wnętrze toru w trakcie zawodów

### kobiety
| Konkurencja                        | Data          | Złoto                                                             | Srebro                                                         | Brąz                                                        |
| ---------------------------------- | ------------- | ----------------------------------------------------------------- | -------------------------------------------------------------- | ----------------------------------------------------------- |
| 500 m na czas                      | 23 marca 2011 | Olga Panarina                                                     | Sandie Clair                                                   | Miriam Welte                                                |
| wyścig punktowy (25 km)            | 23 marca 2011 | Tacciana Szarakowa                                                | Jarmila Machačová                                              | Giorgia Bronzini                                            |
| sprint drużynowy                   | 24 marca 2011 | Australia · Kaarle McCulloch · Anna Meares                        | Wielka Brytania · Victoria Pendleton · Jessica Varnish         | Chiny · Gong Jinjie · Guo Shuang                            |
| wyścig drużynowy na dochodzenie    | 24 marca 2011 | Wielka Brytania · Laura Trott · Wendy Houvenaghel · Danielle King | Stany Zjednoczone · Sarah Hammer · Dotsie Bausch · Jennie Reed | Nowa Zelandia · Kaytee Boyd · Jaime Nielsen · Alison Shanks |
| wyścig indywidualny na dochodzenie | 25 marca 2011 | Sarah Hammer                                                      | Alison Shanks                                                  | Vilija Sereikaitė                                           |
| sprint indywidualny                | 26 marca 2011 | Anna Meares                                                       | Simona Krupeckaitė                                             | Victoria Pendleton                                          |
| scratch (10 km)                    | 26 marca 2011 | Marianne Vos                                                      | Katherine Bates                                                | Danielle King                                               |
| omnium                             | 27 marca 2011 | Tara Whitten                                                      | Sarah Hammer                                                   | Kirsten Wild                                                |
| keirin                             | 27 marca 2011 | Anna Meares                                                       | Olga Panarina                                                  | Clara Sanchez                                               |

### mężczyźni
| Konkurencja                        | Data          | Złoto                                                                       | Srebro                                                                        | Brąz                                                                             |
| ---------------------------------- | ------------- | --------------------------------------------------------------------------- | ----------------------------------------------------------------------------- | -------------------------------------------------------------------------------- |
| scratch (15 km)                    | 23 marca 2011 | Kwok Ho Ting                                                                | Elia Viviani                                                                  | Morgan Kneisky                                                                   |
| sprint drużynowy                   | 23 marca 2011 | Niemcy · Maximilian Levy · René Enders · Stefan Nimke                       | Wielka Brytania · Edward Clancy · Jason Kenny · Chris Hoy                     | Australia · Dan Ellis · Matthew Glaetzer · Jason Niblett                         |
| wyścig drużynowy na dochodzenie    | 23 marca 2011 | Australia · Jack Bobridge · Michael Hepburn · Luke Durbridge · Rohan Dennis | Rosja · Aleksiej Markow · Jewgienij Kowalow · Iwan Kowalow · Aleksandr Sierow | Wielka Brytania · Steven Burke · Edward Clancy · Peter Kennaugh · Andrew Tennant |
| wyścig indywidualny na dochodzenie | 24 marca 2011 | Jack Bobridge                                                               | Jesse Sergent                                                                 | Michael Hepburn                                                                  |
| wyścig punktowy (40 km)            | 25 marca 2011 | Edwin Avila                                                                 | Cameron Meyer                                                                 | Morgan Kneisky                                                                   |
| sprint indywidualny                | 25 marca 2011 | Jason Kenny                                                                 | Chris Hoy                                                                     | Mickaël Bourgain                                                                 |
| keirin                             | 26 marca 2011 | Shane Perkins                                                               | Chris Hoy                                                                     | Teun Mulder                                                                      |
| omnium (1 km)                      | 26 marca 2011 | Michael Freiberg                                                            | Shane Archbold                                                                | Gijs Van Hoecke                                                                  |
| madison (50 km)                    | 27 marca 2011 | Australia · Leigh Howard · Cameron Meyer                                    | Czechy · Martin Bláha · Jiří Hochmann                                         | Holandia · Theo Bos · Peter Schep                                                |
| 1 km ze startu zatrzymanego        | 27 marca 2011 | Stefan Nimke                                                                | Teun Mulder                                                                   | François Pervis                                                                  |

## Reprezentacja Polski

### kobiety
- Małgorzata Wojtyra (BoGo Szczecin) − 14. (wyścig drużynowy na dochodzenie), 6. (scratch), 4. (omnium)
- Edyta Jasińska (Emdek Bydgoszcz) − nie ukończyła (wyścig punktowy), 14. (wyścig drużynowy na dochodzenie)
- Katarzyna Pawłowska (Limaro Kórnik) − 14. (wyścig drużynowy na dochodzenie)
- Natalia Rutkowska (PTC Pruszków) − rezerwowa

### mężczyźni
- Damian Zieliński (SSPS Piast) − 8. (sprint drużynowy), odpadł w 1/8 finału (sprint)
- Maciej Bielecki (SSPS Piast) − 8. (sprint drużynowy), 44. (sprint)
- Kamil Kuczyński (SSPS Piast) − 8. (sprint drużynowy), odpadł w repasażu po 1. rundzie (keirin), 13. (1 km ze startu zatrzymanego)
- Adrian Tekliński (Stal Grudziądz) − 38. (sprint), odpadł w repasażu po 1. rundzie (keirin), 15. (1 km ze startu zatrzymanego)
- Rafał Ratajczyk (CCC Polsat) − 11. (scratch), nie ukończył (omnium)
- Grzegorz Stępniak (Stal Grudziądz) − rezerwowy

## Klasyfikacja medalowa
| Miejsce | Państwo           |   |   |   | Razem |
| ------- | ----------------- | - | - | - | ----- |
| 1.      | Australia         | 8 | 2 | 2 | 12    |
| 2.      | Wielka Brytania   | 2 | 4 | 3 | 9     |
| 3.      | Niemcy            | 2 | 1 | 1 | 4     |
| 4.      | Białoruś          | 2 | 1 | 0 | 3     |
| 5.      | Stany Zjednoczone | 1 | 2 | 0 | 3     |
| 6.      | Holandia          | 1 | 1 | 3 | 5     |
| 7.      | Kanada            | 1 | 0 | 0 | 1     |
| 7.      | Hongkong          | 1 | 0 | 0 | 1     |
| 7.      | Kolumbia          | 1 | 0 | 0 | 1     |
| 10.     | Nowa Zelandia     | 0 | 3 | 1 | 4     |
| 11.     | Czechy            | 0 | 2 | 0 | 2     |
| 12.     | Francja           | 0 | 1 | 5 | 6     |
| 13.     | Litwa             | 0 | 1 | 1 | 2     |
| 13.     | Włochy            | 0 | 1 | 1 | 2     |
| 15.     | Rosja             | 0 | 1 | 0 | 1     |
| 16.     | Belgia            | 0 | 0 | 1 | 1     |
| 16.     | Chiny             | 0 | 0 | 1 | 1     |